# Kurrajong
Kurrajong is een spookdorp in de regio Goldfields-Esperance in West-Australië.
In de jaren 1890 werd in de streek goud ontdekt. De plaats werd 'Diorite King' genoemd, naar een nabijgelegen mijn. Kurrajong werd in 1899 officieel gesticht en naar de Aboriginesnaam voor een boomsoort genoemd.
Kurrajong maakt deel uit van het lokale bestuursgebied (LGA) Shire of Leonora, waarvan Leonora de hoofdplaats is. Het ligt 881 kilometer ten noordoosten van de West-Australische hoofdstad Perth, 313 kilometer ten zuidzuidoosten van Wiluna en 28 kilometer ten noordnoordwesten van Leonora.